# ベール・オブ・マヤ
ベール・オブ・マヤ (英: Veil of Maya) は、アメリカ・シカゴ出身のプログレッシブ・メタルバンド。2004年に結成され、2012年には来日公演を果たしている。バンド名の由来はデスメタルバンド、シニックの同名の曲から。
2017年再来日。

## メンバー

### 現在
- マーク・オオクボ(Marc Okubo) – ギター(2004–)

日系人であり、日本人の父とアフリカ系アメリカ人の母を持つミックスルーツ。
- ダニー・ハウザー(Danny Hauser) - ベース(2010–)
- サム・アップルバウム(Sam Applebaum) - ドラム(2004–)
- ルーカス・マジャール(Lukas Magyar) - ボーカル(2014–)

### 元メンバー
- マシュー・パンテリス(Matthew C. Pantelis) - ベース (2004-2010)
- クリストファー・ヒルガー(Kristopher Hilger) - ベース (2004-2010)
- アダム・クレマンズ(Adam Clemans) - ボーカル (2005-2007)
- ブランドン・バトラー(Brandon Butler) - ボーカル (2007-2014)
- ティモシー・マーシャル(Timothy Marshall) – ギター (2004–2006)
- スコット・オカーマ(Scott Okarma) – ギター (2006)
- ブライアン・ルッペル(Bryan Ruppell) – ギター (2006–2007)

## ディスコグラフィー

### スタジオ・アルバム
- All Things Set Aside (2006)
- The Common Man's Collapse (2008)
- Id (2010)
- Eclipse (2012)
- Matriarch (2015)
- False Idol (2017)
- Mother (2023)

## 日本語インタビュー
- http://www.triplevision.jp/triple-vision/2012/04/veil_of_maya_interview_1.html (2012年、Triple Vision)